# Erinaceus
Erinaceus, rod euroazijskih ježeva iz porodice Erinaceidae, kojoj pripada četiri različite vrste s osam podrvrsta. Rod i tipičnu vrstu E. europaeus opisao je Linnaeus, 1758.
Nekada se ovom rodu pripisivali i afrički ježevi Atelerix, kojima je prizmnat samistalan rod. Euroazijski ježevi žive sve od britanskog otočja preko Europe do mandžurije, istočne Rusije, istočne Kine i Koreje, a ima ga i u maloj Aziji, na istok do Transkavkaza i Irana. 
E. europaeus je u 19. stoljeću unesen i na Novi Zeland. 
U Hrvatskoj su ježevi zaštičeni. Opasnost im prijeti od gubitka staništa, a mnogi stradavaju prilikom prelaska prometnica.

## Vrste i podrvrste
- Erinaceus amurensis Schrenk, 1859
- Erinaceus concolor Martin, 1838
  - Erinaceus concolor concolorMartin, 1837
  - Erinaceus concolor rhodiusFesta, 1914
  - Erinaceus concolor transcaucasicus Satunin, 1905
- Erinaceus europaeus Linnaeus, 1758
- Erinaceus roumanicus Barrett-Hamilton, 1900
  - Erinaceus roumanicus roumanicus Barrett-Hamilton, 1900
  - Erinaceus roumanicus bolkayi V. Martino, 1930
  - Erinaceus roumanicus drozdovskii V. and E. Martino, 1933
  - Erinaceus roumanicus nesiotes Bate, 1906
  - Erinaceus roumanicus pallidus Stroganov, 1957

- Erinaceus roumanicus
- Erinaceus roumanicus; Češka
- Erinaceus europaeus
- Erinaceus europaeus,  Bodenheim, Njemačka
- Erinaceus concolor
- Erinaceus amurensis